# Mathias Madsen
Mathias Madsen (født 8. marts 2002) er en dansk fodboldspiller, der spiller for  Middelfart BK . Hvor han i 2021 har underskrevet en 2 årig kontrakt.

## Klubkarriere
Madsen skiftede til AC Horsens som 12-årig, da han blev en del af klubbens talentskole.

### AC Horsens
I slutningen af februar 2018 skrev Madsen under på treårig kontrakt, der gjaldt fra sommeren 2018 og frem. Han spillede da hovedsageligt på klubbens U/17-hold.
Han fik sin debut i Superligaen den 21. april 2018, da han blev skiftet ind i det 90. minut i stedet for Delphin Tshiembe i et 1-3-nederlag ude mod FC København. Han blev med sine 16 år og 43 dage den yngste debutant nogensinde for AC Horsens i Superligaen og den næstyngste samlet i Superligaen, kun overgået på daværende tidspunkt af Kenneth Zohore.